# 오후의 사랑
오후의 사랑(L'Amour L'apres-midi, Love In The Afternoon)은 프랑스에서 제작된 에릭 로메르 감독의 1972년 드라마 영화이다. 베르나르 베를리 등이 주연으로 출연하였고 피에르 코트렐 등이 제작에 참여하였다.

## 출연

### 주연
- 베르나르 베를리
- 주주

### 조연
- 프랑수아즈 베를리
- 다니엘 세칼디
- 말비나 펜느